# Carex hormathodes
Carex hormathodes är en halvgräsart som beskrevs av Merritt Lyndon Fernald. Carex hormathodes ingår i släktet starrar, och familjen halvgräs. Inga underarter finns listade i Catalogue of Life.